# De vurige ruiter
De vurige ruiter is een  stripverhaal uit de reeks van Jerom. Het verscheen in 1975.

## Locaties
- ruïne van kasteel op de Vossenberg, dennenbos, Morotari burcht, woonwagen,

## Personages
- Jerom, Odilon, professor Barabas, tante Sidonia, professor D.J. Whoelmuisch[1] (archeoloog), Dorus (ploegbaas), medewerkers, Grote Pier, Kleine Sus, president Arthur,

## Het verhaal
Professor Barabas is uitgenodigd door zijn vriend professor Whoelmuisch om de opgravingen bij de ruïnes van het kasteel op de Vossenberg te bekijken. Er wordt een slagzwaard gevonden, dit behoorde tot Diederik de Vijfde. 's Avonds gaan beide mannen uit eten. Op de opgravingslocatie nemen ondertussen twee mannen verschillende dingen mee. De volgende ochtend wordt de roof ontdekt en de ploegbaas Dorus biedt aan dat hij en zijn mannen de volgende nacht waken op het terrein. Die nacht verschijnt een spookachtige gestalte op een paard en de mannen vluchten. Professor Barabas besluit Morotari om hulp te vragen. Jerom en Odilon komen op de motor en tante Sidonia op de fiets. De werknemers zijn bang voor de spookruiter en weigeren verdere medewerking aan de opgravingen. Jerom krijgt ruzie met de ploegbaas, maar kan de man gemakkelijk verslaan. De andere mannen zijn onder de indruk van zijn kracht en durven nu toch de werkzaamheden te hervatten. Odilon verveelt zich en gaat naar een torenkamer, daar ontdekt hij Grote Pier en Kleine Sus.
Jerom hoort het hulpgeroep van Odilon en snelt toe, maar zowel Jerom als Odilon worden bedwelmd door slaapgas en de twee mannen kunnen ontkomen. De werknemers besluiten nu echt te vertrekken. 's Nachts blijven de vrienden in de ruïne en ze horen om twaalf uur de spookruiter arriveren. De volgende dag nemen ze de werkzaamheden van de werknemers over, zodat de opgravingen door kunnen gaan. Als Jerom op zijn motor wil vertrekken, wordt deze opgeblazen. Jerom gaat met tante Sidonia naar de Morotari-burcht om een vervangend exemplaar te halen. Onderweg wordt de auto aangevallen door de spookruiter. Jerom achtervolgt hem en wordt dan gepakt door Grote Pier en Kleine Sus. Ook worden er weer spullen van het opgravingsterrein gestolen. Jerom kan ontkomen en de vrienden overleggen in de Morotari burcht. Jerom vertelt dat hij in een kelder vol met antieke spullen was opgesloten en hoorde de naam 'Monas' van een van zijn ontvoerders.
President Arthur ontdekt dat Jasper Monas een bankier is en geeft Jerom en Odilon opdracht om deze bankier te schaduwen. Ze vertrekken op een reservemotor en komen bij de woonwagen van de bankier. Ze zien hoe een vrachtwagen stopt en weer verder rijdt. Ze volgen deze vrachtwagen naar de ruïne. Ook de andere vrienden zien de vrachtwagen arriveren, want professor Barabas heeft een camera geïnstalleerd bij de ruïne. Professor Barabas schiet een raket af en hiermee vangt hij de spookruiter met een net. De spookruiter blijkt Jasper Monas te zijn. Hij verzamelt antieke voorwerpen en voornamelijk middeleeuwse wapens en wapenuitrustingen. Hij wilde de voorwerpen uit de opgraving in zijn privécollectie. Professor Whoelmuisch en president Arthur overleggen wat er met de boeven gebeuren moet. Enkele maanden later is de ruïne omgetoverd in een museum. Jasper Monas is als bewaker aangesteld en Pier en Sus beheren het geheel.